# Krystian Lupa
Krystian Lupa (né le 7 novembre 1943 à Jastrzębie Zdrój en Silésie) est un metteur en scène polonais.

## Biographie

### Formation
Krystian Lupa commence des études de physique à l'université Jagellonne de Cracovie. Après un diplôme de graveur à l'Académie des beaux-arts de Cracovie, il interrompt au bout de deux ans des études de cinéma à l'école nationale de cinéma de Łódź pour se former pendant quatre ans à la mise en scène théâtrale à l'école nationale supérieure de théâtre de Cracovie.

### Carrière
Il commence ensuite sa carrière au Teatr Norwid (pl) de Jelenia Góra, dans les Sudètes occidentales. Cette période de son travail, qui dure jusqu'en 1986, présente un caractère expérimental très marqué. Après deux spectacles personnels, il monte surtout des auteurs polonais contemporains tels que Gombrowicz (Yvonne, Princesse de Bourgogne, 1978, Le Mariage, 1984) ou Witkiewicz, un représentant du théâtre de l'absurde métaphysique.
Dans un texte de cette époque, intitulé Le Théâtre de la révélation, Lupa expose sa conception du théâtre comme instrument d'exploration et de transgression des frontières de l'individualité. En 1985, il présente une première synthèse de ses recherches au Stary Teatr de Cracovie, Cité de rêve, d'après un roman d'Alfred Kubin. Un an plus tard, il est nommé au Stary Teatr, où son arrivée coïncide avec un tournant de sa recherche. Lupa s'intéresse davantage à la dimension éthique dans l'art, et la plupart de ses mises en scène puisent leur matière dans la littérature russe ou autrichienne : il monte ou adapte pour la scène des auteurs tels que Musil (Les Rêveurs, 1988, suivi des Esquisses de l'homme sans qualité, 1990), Dostoïevski (Les Frères Karamazov, 1990) Rilke (Malte, ou le triptyque de l'enfant prodigue, 1991), Thomas Bernhard (Kalkwerk - La Plâtrière 1992, Auslöschung - Extinction, 2001, Immanuel Kant et La Famille. Ritter, Dene, Voss 1996), Tchekhov (Platonov, 1996 — il avait dirigé Les Trois Sœurs à Odéon Théâtre de l’Europe en 1988) ou enfin Hermann Broch (Les Somnambules, 1996, Odéon Théâtre de l’Europe (Paris), Les Frères Karamazov 1998 à Odéon Théâtre de l’Europe.
En 2002, il adapte Le Maître et Marguerite de Boulgakov et, en 2006, crée Zarathoustra de Nietzsche et Einar Schleef. À la suite de Factory 2 (théâtre national de la Colline), il crée Persona. Marilyn et Le Corps de Simone (deux volets autour des figures de Marilyn Monroe et Simone Weil), Salle d'attente.0 au Teatr Polski (pl) de Wrocław, repris à La Colline en 2012.
En 2015, pour le 69e festival d'Avignon, Lupa adapte et met en scène Wycinka Holzfallen (Des arbres à abattre,) de Thomas Bernhard à la FabricA, une fiction romanesque qui témoigne de l'irritation de son auteur, témoin et acteur de ce qui se joue entre gens du même monde, ainsi qu'une réflexion sur l'art et la création artistique. Il monte la même année Place des Héros de Thomas Bernhard au théâtre national d'art dramatique de Lituanie. La pièce est donnée en 2016 au festival d'Avignon et, en 2017, au Théâtre national populaire de Villeurbanne.
Depuis 1983, il enseigne à la faculté de mise en scène de l'école nationale supérieure de théâtre Ludwik Solski de Cracovie, dont il a été le doyen de 1990 à 1996.

#### Théâtre et roman
Selon Lupa, qui signe lui-même (outre la scénographie et parfois la musique de ses spectacles) les adaptations et les traductions des textes qui l'inspirent, sa prédilection pour les romanciers vient de ce que « les auteurs de drame pensent trop en termes de théâtre et trop peu en termes de vie. » Il tire de leurs œuvres des mises en scène d'une durée envoûtante (à titre d'exemple, Malte occupait trois soirées, et Les Frères Karamazov ou les Esquisses six à sept heures). « C'est qu'il y a un temps du théâtre propre à Lupa, » écrivait Jean-Pierre Thibaudat à propos de Kalkwerk : 

« entêtant, vénéneux, dilaté. On ne va pas voir un spectacle de Lupa, on s'y installe comme sur une île pour y passer la nuit. Le théâtre et le jeu des acteurs y perdent leurs effets. Alors ressurgissent des images enfantines que, tout à coup, brouillent les secousses d'un réveil que sont chez Lupa une porte qui s'ouvre sur une discrète ponctuation musicale ou une miette de pain qui tombe avec un bruit de cristal. Il y a chez lui un goût contaminant pour prolonger le temps de la représentation à l'extrême, dans une sorte de sensualité douce et nostalgique. »

## Mises en scène
- 1990 : Les Frères Karamazov de Fiodor Dostoïevski
- 1996 : Déjeuner chez Wittgenstein de Thomas Bernhard, Festival d'Automne à Paris
- 1998 : Les Trois Sœurs d’Anton Tchekhov
- 1998 : Les Somnambules (1) d'après Hermann Broch, Festival d'Automne à Paris
- 1998 : Les Somnambules (2) d'après Hermann Broch, Festival d'Automne à Paris
- 2001 : Les Présidentes d'après Werner Schwab
- 2001 : Extinction d'après Thomas Bernhard
- 2003 : Kalkwerk d'après Thomas Bernhard, Théâtre National de Strasbourg
- 2003 : Le Maître et Marguerite d'après Mikhaïl Boulgakov
- 2006 : Zaratustra d'après Friedrich Nietzsche, Odéon
- 2008 : La Tentation de Véronique la tranquille d'après Robert Musil
- 2010 : Factory 2 d'après Andy Warhol, Festival d'Automne à Paris
- 2010 : Persona.Marilyn de Krystian Lupa, Théâtre Nanterre-Amandiers
- 2010 : Fin de partida de Samuel Beckett
- 2011 : La Salle d'attente, d'après Catégorie 3.1 de Lars Noren, aux Nuits de Fourvière, Théâtre de la Colline
- 2012 : La Cité du rêve d'après Alfred Kubin, Festival d'Automne à Paris
- 2013 : Perturbation, d'après le roman de Thomas Bernhard, au Théâtre national de la Colline
- 2014 : Wycinka Holzfällen de Thomas Bernhard
- 2015 : Place des Héros de Thomas Bernhard au Théâtre national d'art dramatique de Lituanie ; puis Festival d'Avignon, Théâtre national populaire de Villeurbanne
- 2016 : Davant la jubilació de Thomas Bernhard
- 2018 : Le Procès d'après Franz Kafka
- 2022 : Imagine de Krystian Lupa
- 2023 : Les Émigrants d'après W. G. Sebald, Odéon
- 2024 : Balkony - Pieśni Miłosne (Balcons - Chants d'amour), d'après John Maxwell Coetzee et Federico Garcia Lorca

## Distinctions
Lupa est lauréat des plus hautes distinctions du théâtre polonais : 
- 1988 : prix Konrad Swinarski
- 1992 : prix Leon Schiller
- 2000 : prix Witkacy
- Prix du Syndicat de la critique 2017 : Prix du meilleur livre sur le théâtre pour Utopia, lettres aux acteurs
- Prix du Syndicat de la critique 2024 : Prix du meilleur spectacle étranger pour Les Émigrants de W. G. Sebald (Suisse et France)[4]
- Officier de l'ordre Polonia Restituta

### Prix Europe pour le théâtre
- 2009 : Prix Europe pour le théâtre[5] À l'occasion de la remise du prix, à Wrocław, le comité d'organisation déclare : « Le XIIIe Prix Europe pour le théâtre décerné à Krystian Lupa confirme le rôle central de la Pologne sur la scène théâtrale européenne contemporaine. Élève de Tadeusz Kantor et maître lui-même de tant d’artistes – dont Krzysztof Warlikowski, Xe Prix Europe Réalités Théâtrales – Krystian Lupa réunit une formation académique et une veine créatrice inépuisable qui l’a toujours accompagné et caractérisé et qui lui a permis, au cours de sa carrière, de se confronter avec des auteurs classiques de la littérature en tirant de ceux-ci des adaptations théâtrales géniales. Entre autres, on rappellera les adaptations de Robert Musil, Fiodor Dostoïevski, Rainer Maria Rilke, Thomas Bernhard, Anton Tchekhov, Werner Schwab, Mikhaïl Boulgakov et Friedrich Nietzsche[6]. »

## Publication
- (fr) Persona, suivi d'un entretien avec l'auteur, Lavérune, éditions l'Entretemps[7], coll. « Scénogrammes »  (ISBN 9782355392030)
- (fr) Imagine, traduction d'Agnieszka Zgieb, coll. "Écriture de spectacle", éd. Deuxième époque, 2023.
- (fr) ZGIEB Agnieszka, Krystian Lupa, Les acteurs et leur rêve, Édition Deuxième époque, coll. "Les voies de l'acteur", 2020
- (fr) ZGIEB Agnieszka (dirigé par), Krystian Lupa, Édition Deuxième époque, coll. "À la croisée des arts", 2018

#### Presse
- Article de Télérama sur Place des Héros

### Vidéo
- Interview de Jean-Pierre Jourdain, directeur artistique du Théâtre national populaire de Villeurbanne autour de Place des Héros